# Zasłonak zielonofioletowy

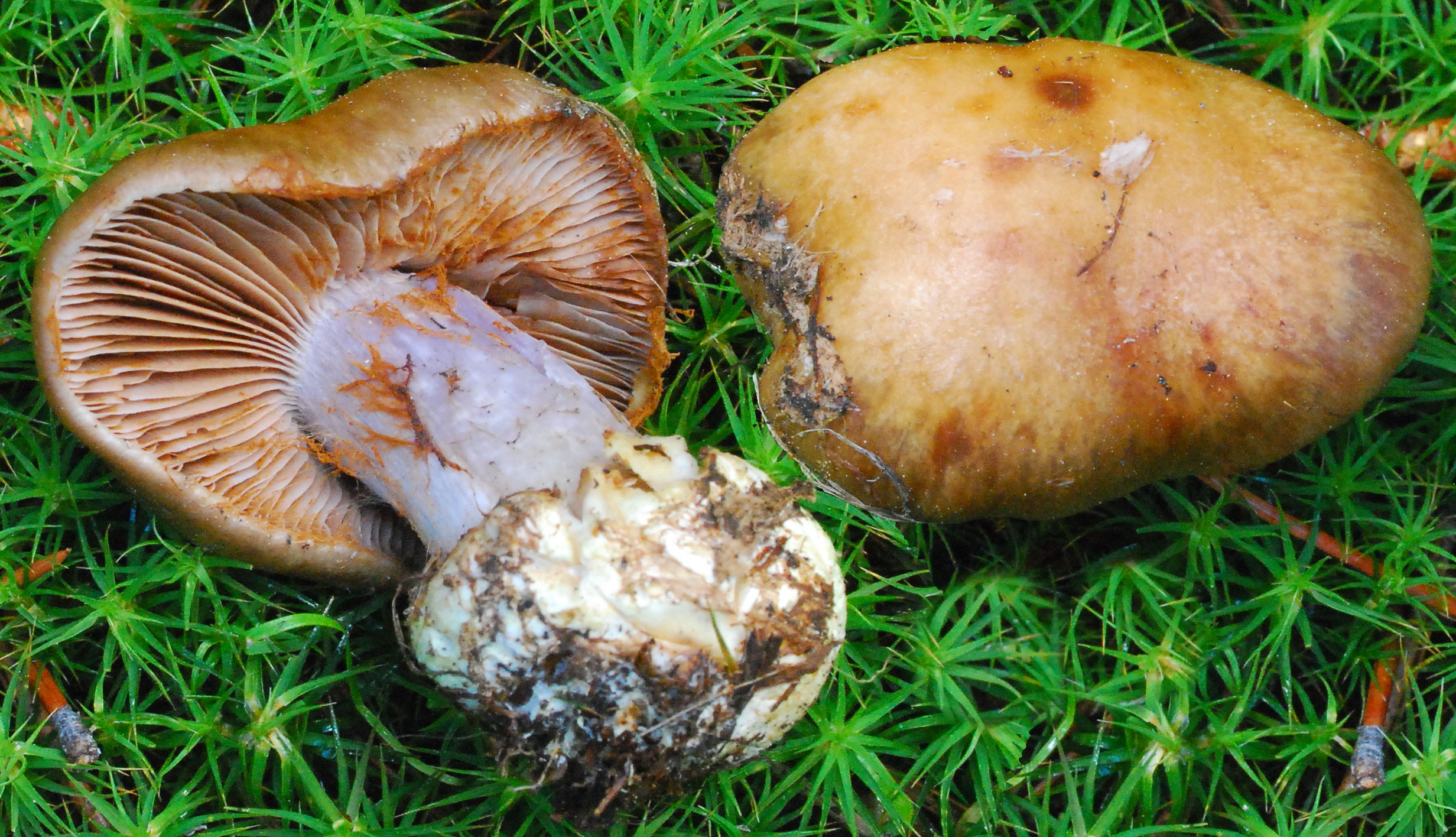

Zasłonak zielonofioletowy (Thaxterogaster scaurus (Fr.) Niskanen & Liimat.) – gatunek grzybów należący do rodziny zasłonakowatych (Cortinariaceae).

## Systematyka i nazewnictwo
Pozycja w klasyfikacji według Index Fungorum: Thaxterogaster, Cortinariaceae, Agaricales, Agaricomycetidae, Agaricomycetes, Agaricomycotina, Basidiomycota, Fungi.
Po raz pierwszy opisał go w 1818 r. Elias Fries nadając mu nazwę Agaricus scaurus. Ten sam autor w 1838 r. przeniósł go do rodzaju Cortinarius. W 2022 r. Tuula Niskanen i Kare Liimatainen przenieśli go do rodzaju Thaxterogaster
Ma 19 synonimów. Niektóre z nich:
- Cortinarius herpeticus Fr. 1838
- Cortinarius montanus var. fageticola (M.M. Moser) M.M. Moser 2001
- Cortinarius scaurus (Fr.) Fr. 1838
- Cortinarius scaurus f. phaeophyllus M.M. Moser 2001
- Cortinarius scaurus var. notandus Bidaud 2009
- Phlegmacium herpeticum var. fageticola M.M. Moser 1960
- Cortinarius subvirentophyllus Rob. Henry 1943[2]

Andrzej Nespiak w 1975 r. podał polską nazwę zasłonak maczugostopy. Władysław Wojewoda w 2003 r. uznał ją za nieodpowiednią i zaproponował nazwę zasłonak zielonofioletowy. Jest niespójna z aktualną nazwą naukową.

## Morfologia
Kapelusz
Średnica 2,5–5 cm, początkowo stożkowaty lub półkulisty, potem dzwonkowaty, w końcu płasko rozpostarty z szerokim garbem. W stanie wilgotnym tłusty i śliski. Powierzchnia brązowooliwkowa, na środku ciemnobrązowa. Młode owocniki mają szarozielone brzegi z ciemniejszymi brązowymi plamkami przypominającymi kropelki.
Blaszki
Średnio gęste, początkowo zielonkawożółte, ale szybko stają się oliwkowobrązowe, a następnie rdzawobrązowe.
Trzon
Wysokość 4–9 cm, grubość 0,5–1 cm, walcowaty lub maczugowaty, często z obrzeżoną bulwką. Powierzchnia początkowo bladoniebieskawa do niebieskozielonej, przechodzącej w żółtawoszarą. Pokryta jest pajęczynowatymi resztkami zasnówki, po których pozostaje tylko strefa pierścieniowa. Zasnówka początkowo jest biała, ale od zarodników spadających z blaszek wkrótce zmienia barwę na rdzawobrązową.
Miąższ
W kapeluszu jasnobrązowy. Zapach słaby, słodki, smak łagodny do gorzkiego.
Cechy mikroskopowe
Zarodniki elipsoidalne do migdałowatych, gęsto brodawkowate, 9–11 × 6–7 μm, nieamyloidalne.

## Występowanie i siedlisko
W Europie jest szeroko rozprzestrzeniony. Podano jego stanowiska także w Ameryce Północnej i Środkowej, Rosji, na Półwyspie Indochińskim i na Nowej Zelandii. W piśmiennictwie naukowym na terenie Polski do 2003 r. znane były trzy stanowiska, w tym jedno historyczne (1889). Bardziej aktualne stanowiska podaje internetowy atlas grzybów. Według W. Wojewody rozprzestrzenienie tego gatunku i stopień jego zagrożenia w Polsce nie są znane.
Naziemny grzyb ektomykoryzowy. Występuje w lasach iglastych wśród mchów.